# 新疆狼逍遥蛛
新疆狼逍遥蛛（学名：Thanatus xinjiangensis）为逍遥蛛科狼逍遥蛛属的动物。在中国大陆，分布于新疆等地，常见于云杉及胡杨林带草丛。该物种的模式产地在新疆。